# Jemeriskowe Skały

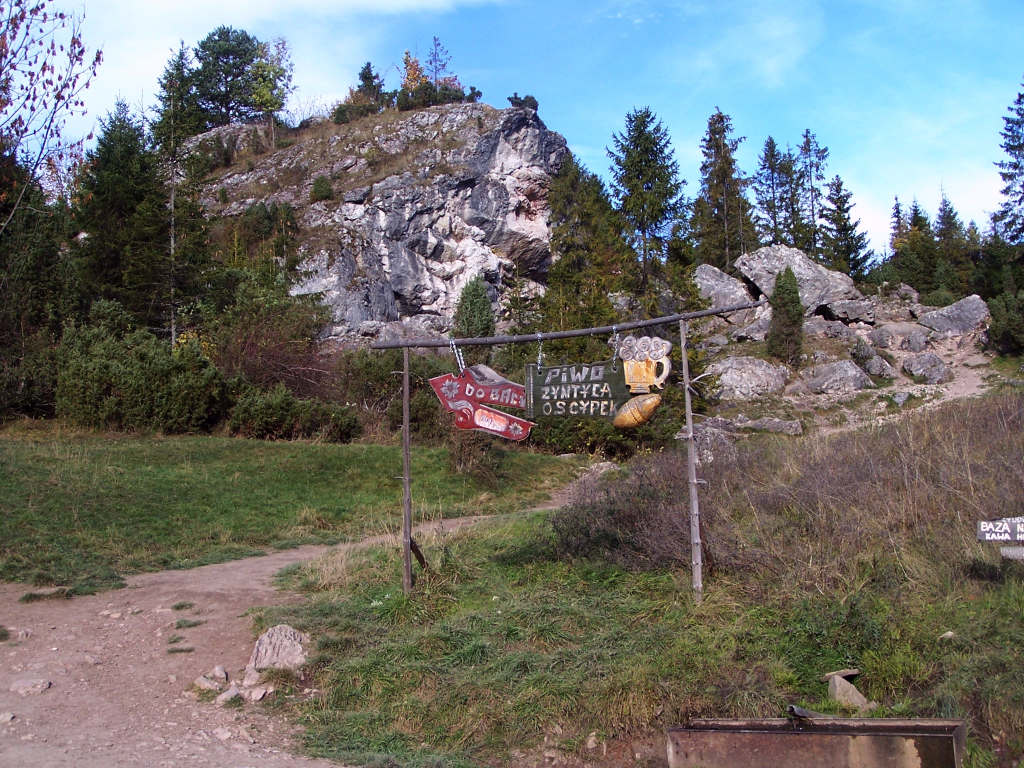
Jemeriskowa Skałka od strony zielonego szlaku

Jemeriskowe Skały, Jemeriskowa Skałka – zbudowane z wapieni skały znajdujące się na polanie Jemeriska w Małych Pieninach. Znajdują się powyżej Wąwozu Homole. Mają wysokość ok. 10 metrów. Nagie i strome ściany skały porasta jałowiec pospolity i ciekawa flora roślin wapieniolubnych. Poniżej skały rozdroże; krzyżuje się tutaj szlak turystyki pieszej prowadzący przez rezerwat przyrody Wąwóz Homole z drogą leśną z Jaworek. Można nią podejść do bacówki, gdzie sprzedawane są oscypki i żętyca.
Jemeriskowe Skały należały do nieistniejącej już wsi Biała Woda, obecnie znajdują się w granicach wsi Jaworki w województwie małopolskim, w powiecie nowotarskim, w gminie Szczawnica.

## Szlaki turystyczne
Jaworki – Wąwóz Homole – Dubantowska Polana – Jemeriska – Za Potok – polana pod Wysoką – Wysokie Skałki. Czas przejścia 1 h 45 min, z powrotem 1 h 15 min
 konny: pętla z Jaworek obok Jemeriskowej Skałki, przez Polanę pod Wysoką, Watrisko, Wierchliczkę, przełęcz Rozdziele i rezerwat przyrody Biała Woda.

## Galeria

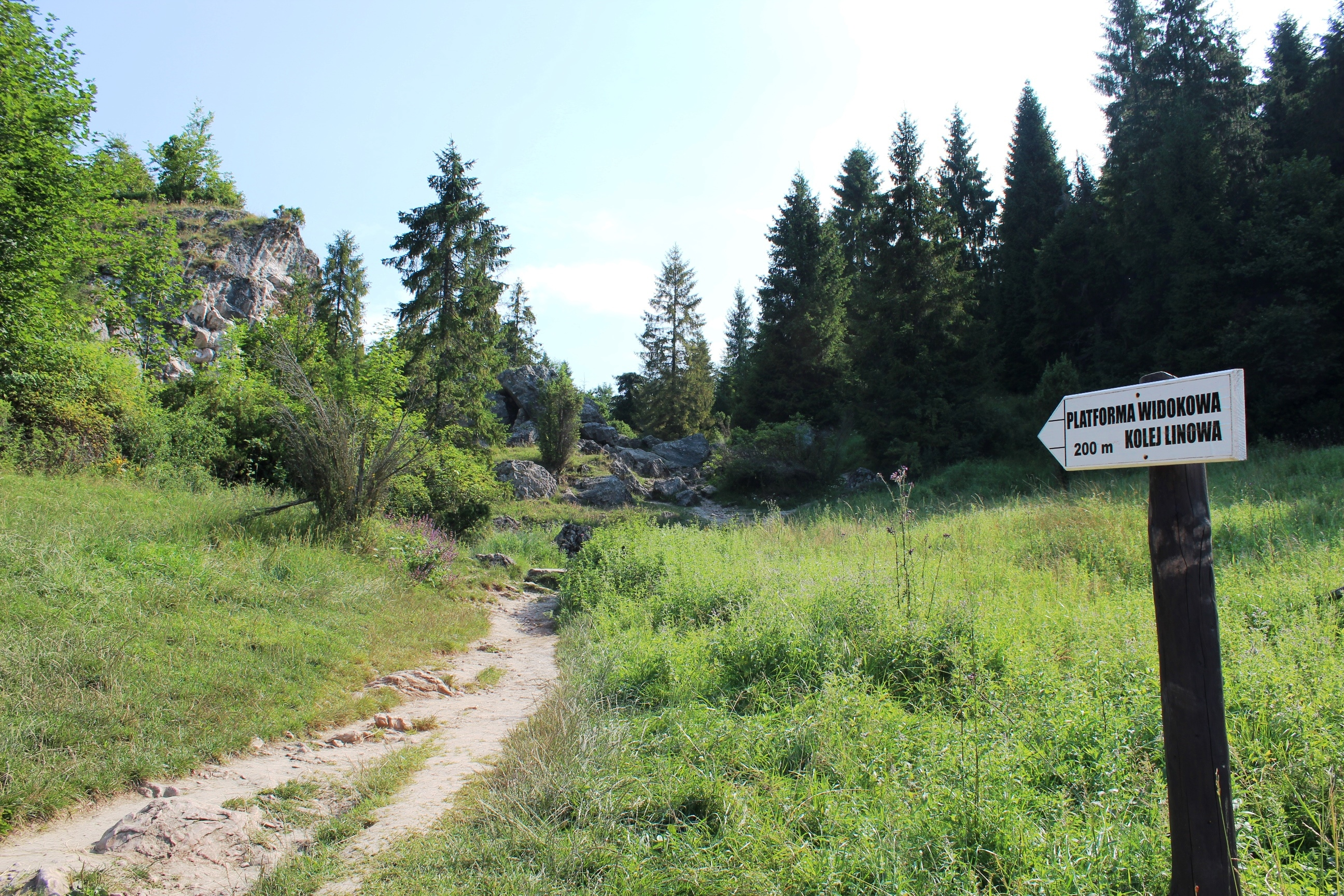
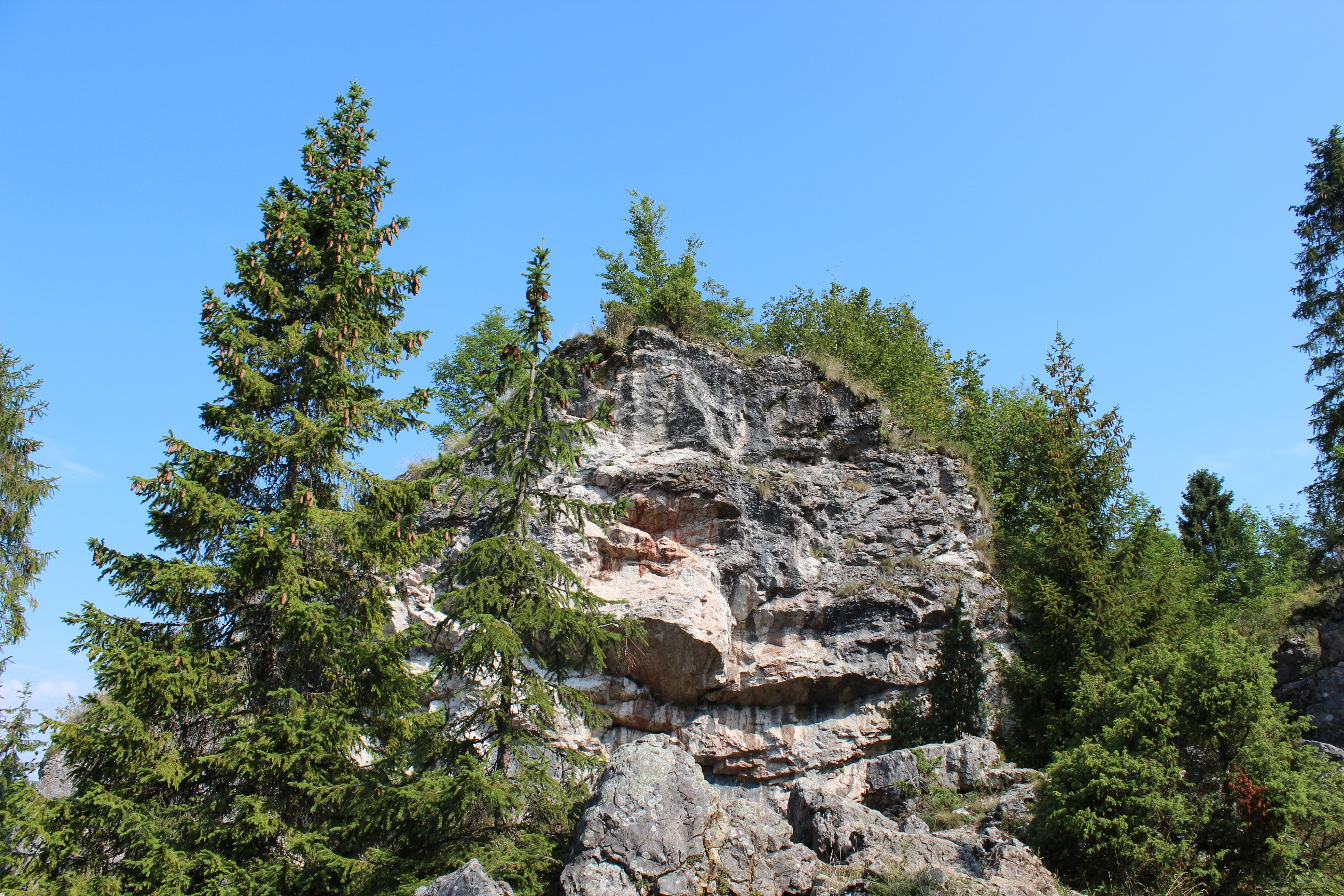
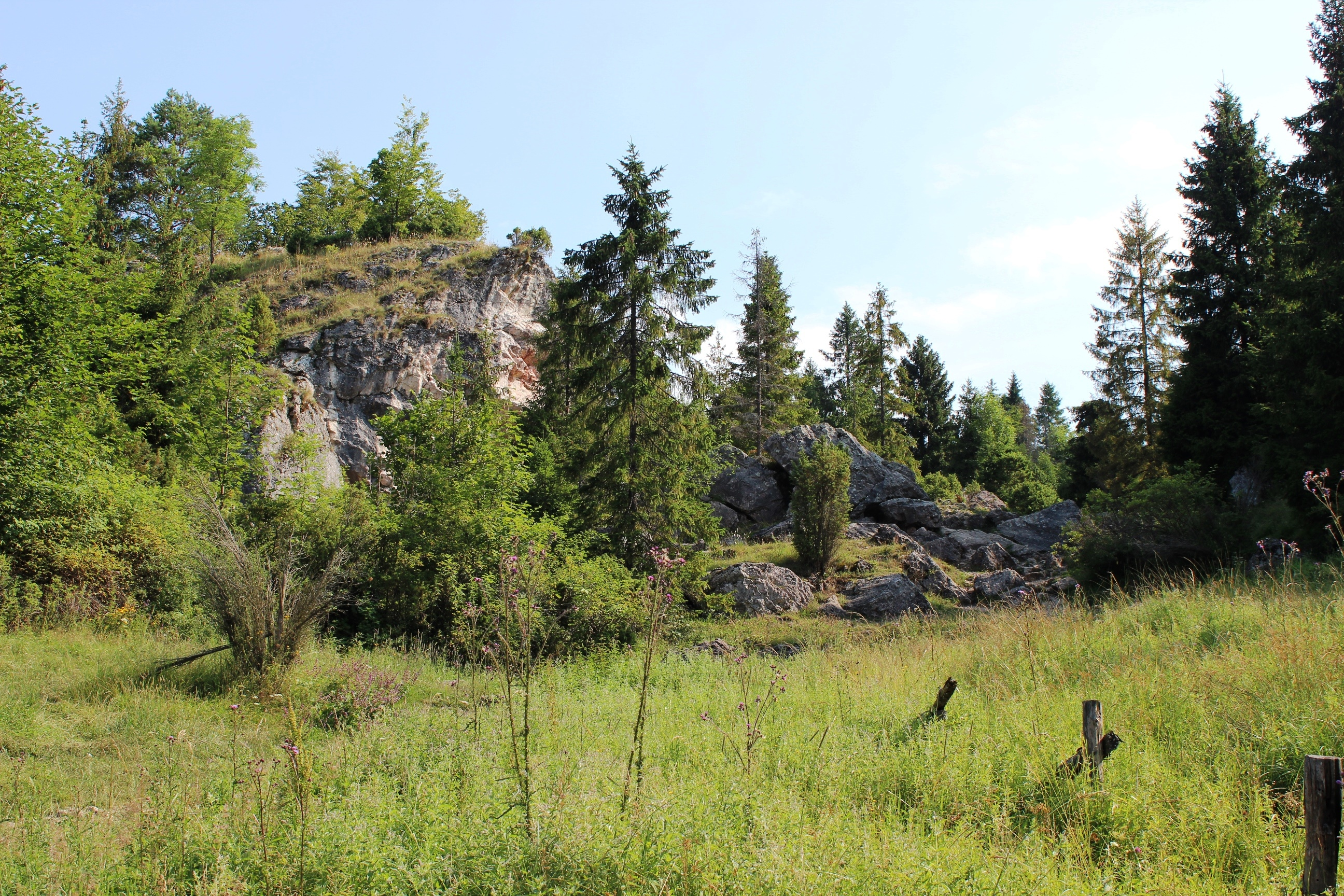